# Phytocoris viridescens
Phytocoris viridescens är en insektsart som beskrevs av Knight 1961. Phytocoris viridescens ingår i släktet Phytocoris och familjen ängsskinnbaggar. Inga underarter finns listade i Catalogue of Life.